# پل هانری کمبل
پل هانری کمبل (انگلیسی: Paul-Henri Campbell؛ ۱۹۸۲ – ) شاعر، و نویسنده اهل ایالات متحده آمریکا بود.